# Carlos Romero Barceló

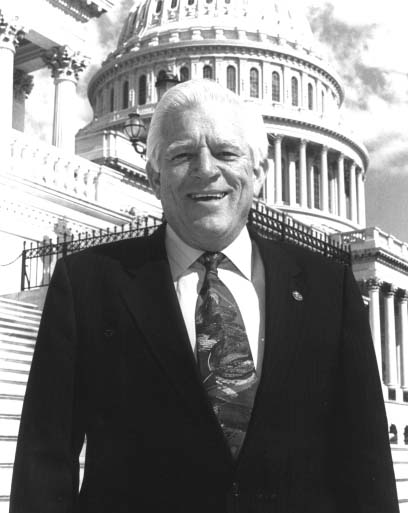
Carlos Romero Barceló

Carlos Antonio Romero Barceló (* 4. September 1932 in San Juan; † 2. Mai 2021) war ein puerto-ricanischer Politiker. Zwischen 1977 und 1985 war er Gouverneur von Puerto Rico; von 1993 bis 2001 vertrat er dieses US-Außengebiet als Delegierter (Resident Commissioner) im Repräsentantenhaus der Vereinigten Staaten.

## Werdegang
Carlos Romero Barceló besuchte bis 1949 die Phillips Exeter Academy in New Hampshire und studierte danach bis 1953 an der Yale University. Nach einem anschließenden Jurastudium an der Universität von Puerto Rico und seiner 1956 erfolgten Zulassung als Rechtsanwalt begann er in San Juan in diesem Beruf zu arbeiten. Zwischen 1969 und 1976 war er als Nachfolger von Felisa Rincón de Gautier Bürgermeister dieser Stadt. Im Jahr 1976 gehörte er dem Vorstand der Bürgermeistervereinigung der Vereinigten Staaten an. Im gleichen Jahr war er Präsident der Nationalen Städtevereinigung. Politisch war er Mitglied der Demokratischen Partei und der puerto-ricanischen Partido Nuevo Progresista. Zwischen 1974 und 1985 sowie nochmals von 1989 bis 1992 fungierte er als Vorsitzender der PNP.
Am 2. Januar 1977 wurde Romero Barceló als Nachfolger von Rafael Hernández Colón neuer Gouverneur von Puerto Rico. Nach einer sehr knappen Wiederwahl konnte er bis zum 2. Januar 1985 zwei Legislaturperioden in diesem Amt absolvieren. Diese waren vor allem Anfang der 1980er Jahre von einer Wirtschaftskrise, verbunden mit einer hohen Arbeitslosenquote, geprägt. In den Jahren 1980 und 1981 war er Vorsitzender der Southern Governors Association. 1984 unterlag er seinem Vorgänger Colon. Von 1986 bis 1989 gehörte er dem Senat von Puerto Rico an.
Bei den Kongresswahlen des Jahres 1992 wurde Romero Barceló als nicht stimmberechtigter Delegierter für vier Jahre in das US-Repräsentantenhaus in Washington, D.C. gewählt, wo er am 3. Januar 1993 die Nachfolge von Antonio Colorado antrat. Nach einer Wiederwahl konnte er bis zum 3. Januar 2001 im Kongress verbleiben. Im Jahr 2000 wurde er nicht wiedergewählt; 2004 bewarb er sich dann erfolglos um die Nominierung seiner Partei für die Kongresswahlen. Zuletzt lebte er in seiner Heimatstadt San Juan.